# Къща на хаджи Драган Калофереца
Къщата на хаджи Драган Калофереца се намира в Старинен Пловдив. Построена е към края на 50-те години на XIX в. за абаджията хаджи Драган Калофереца.
Плановата композиция на къщата е стегната, а симетрията по отношение на надлъжната ос – пълна. Трираменната стълба е поставена на надлъжната ос в дъното на отвода, а на напречната ос от двете страни на отвода са поставени две еднакви сервизни помещения. По този начин по надлъжната ос са наредени последователно в дълбочина четириколонен портик, двустранна стълба, обширен отвод и в неговото дъно трираменна стълба, която води към отвода в етажа. Тя е отделена от отвода.